# Mudar
Mudar o Modar (árabe مضر muḍar), es una de las dos ramas principales de las tribus del "Norte de Arabia" (Adnanitas), la otra rama es la Rabi'ah. Su área de asentamiento en el oeste de Yazira lleva su nombre: Diyar Mudar.

## Ramas mudaritas
Hacia el siglo I antes de Cristo, los hijos de Múdar, Ilyás y Qais, dieron nombre a las dos principales ramificaciones.
Los Ilyás se dividen en 3 ramas principales:
- Los Banu Tamim se extendieron en la tierra entre el sur de Mesopotamia (Al-Basora) y el centro de la Península de Arabia, Jordania y Juzestán en Irán.
- Los Bani Hudhail vivieron entre La Meca y Medina. Los Banu Lihyan se ramificaron de los Banu Hudhail.
- Los Juzaimah bin Mudrika, que a su vez se ramificaron en dos linajes:
  - Los Banu Asad vivieron en Hiyaz, Néyed e Irak. Establecieron la ciudad de Hilla en Irak.
  - Los Banu Kinanah se ramificaron en Quraish bin Fahr bin Málik bin An-Nadr bin Kinanah y Haram bin Malaka bin Kinanah y Shoaba de Bakr bin Abdumanat bin Kinanah. Los Quraish se diversificaron en varias tribus, las más famosas de las cuales eran Yumah, Sahm, 'Adi, Majzum, Tayim, Zahra y los tres clanes de Qusai bin Kilab: 'Abdud-Dar bin Qusai, Asad bin 'Abdul-'Uzza bin Qusay y 'Abd Manaf bin Qusay.

### Rama Ailan Qais bin Mudar
Los Qais se dividieron en tres ramas principales:
- Los Banu Ghatafan fueron la mayor de las tres tribus y vivieron junto a las otras tribus qaisíes, al este de La Meca cerca de Taif. A veces los historiadores denominan a todas las tribus Qais como Ghatafan en los tiempos preislámicos. Los Banu Ghatafan se ramificaron en Abs, Mutaiyr, Sulaim vivieron cerca de Banu Ghatafan y se convirtieron al islam después de su derrota en la batalla de Hunayn. Se asentaron en Siria tras ser islamizados.